# فعل مهموز
الفعل المهموز هو الذي أحد حروفه همزة، الفاء أو العين أو اللام.

## الإسناد
حكمه عند إسناده إلى الضمائر هو نفس حكم الفعل السالم، أي لا يتغير فيه شيء، في الماضي أو في المضارع أو في الأمر، فنقول عند إسناد الفعل (قرأ) مثلًا:
1. المتكلم : قرأت ـ قرأنا. أقرأ ـ نقرأ.
2. المخاطب : قرأت ـ قرأت ـ قرأتما ـ قرأتم ـ قرأتنّ. تقرأ ـ تقرأين ـ تقرءان ـ تقرأون ـ تقرأن. اقرأ ـ اقرئى ـ اقرءا ـ اقرأوا ـ اقرأن
3. الغائب : قرأ ـ قرءا ـ قرأوا ـ قرأت ـ قرأنا ـ قرأن يقرأ ـ يقرءان ـ يقرأون ـ تقرأ ـ تقرءان ـ يقرأن.

## أحكام خاصة
غير أن هناك بعض الأفعال المهموزة لها أحكام خاصة في بعض تصاريفها، والعلة هنا هو لمنع التقاء ساكنين، ونعرضها على النحو التالي:

### أخذ، أكل
هذان الفعلان تحذف همزتهما في صيغة الأمر فقط، فنقول:
- خذ ـ خذي ـ خذا ـ خذوا ـ خذن. (على وزن عل)
- كل ـ كلي ـ كلا ـ كلوا ـ كلن.

### أمر، سأل
تحذف همزتهما في صيغة الأمر أيضا بشرط أن يكون ذلك في أول الكلام، فنقول:
- مر ـ مرى ـ مرا ـ مروا ـ مرن. (على وزن عل).
- سل ـ سلى ـ سلا ـ سلوا ـ سلن. (على وزن فل).

أما إذا كان قبلهما كلام فيجوز حذف الهمزة، ويجوز إبقاؤها، والأكثر إبقاؤها، فنقول:
- قلت له أمر ـ قلت لها أمري ـ قلت لهما أمرا ... إلخ
- قلت له اسأل ـ قلت لها اسألي ـ قلت لهما اسألا ... إلخ

### رأى
هذا الفعل تحذف همزته في المضارع والأمر، وتبقى دائما في الماضي. والمفروض أن المضارع منه هو يرأى. والصرفيون يقولون إن حركة الهمزة انتقلت إلى الراء، فأصبحت الهمزة ساكنة، والراء متحركة بالفتحة؛ فالتقى ساكنان: الهمزة والألف التي هي لام الفعل، فحذف أحد الساكنين وهو الهمزة، فأصبح الفعل: يرى على وزن يفل. أما صيغة الأمر من الفعل (رأى) فقد كان من المفروض أن تكون ارأ، لأن الفعل ناقص، أي آخره حرف علة، وهو يحذف في الأمر. ثم إنهم يقولون إنه حدث فيه ما حدث في المضارع؛ أي نقل حركة الهمزة إلى الراء، ثم حذف الهمزة، فيصير الفعل ر على وزن ف. والأغلب أن تلحقه الهاء التي تعرف بهاء السكت فيصير ره على وزن فه.

### أرى
هذا الفعل مزيد بالهمزة من الفعل (رأى) والمفروض أن يكون أر أي على وزن أفعل. غير أن الهمزة التي هي عينه تحذف في جميع تصاريفه؛ في الماضي والمضارع والأمر، فنقول:
- الماضي: أرى على وزن أفل.
- أريت ـ أريت ـ أريتما ـ أرينا ... إلخ.
- المضارع : يرى على وزن يفل.
- أرى ـ ترى ـ تريان ... إلخ
- الأمر : أر على وزن (أف).
- أر ـ أرى ـ أريا ... إلخ.